# Třebíška
Třebíška (německy Triebischl) je malá vesnice, část města Výsluní v okrese Chomutov. Nachází se asi jeden kilometr jihozápadně od Výsluní. V roce 2011 zde trvale žilo pět obyvatel.

## Název
Název vesnice je odvozen ze jména Třebucha ve významu ves lidí Třebuchových. Později bylo poněmčeno a z německého tvaru byl uměle vytvořen název Třebíška. V historických pramenech se vesnice vyskytuje ve tvarech Tribussle (1431), in Trzybissle (1446), w Trzebyssle (1543), Trybyssli (1519), Triebissel (1562), Trywisel (1608), Tribischl (1787) nebo Tribischel (1846).

## Historie

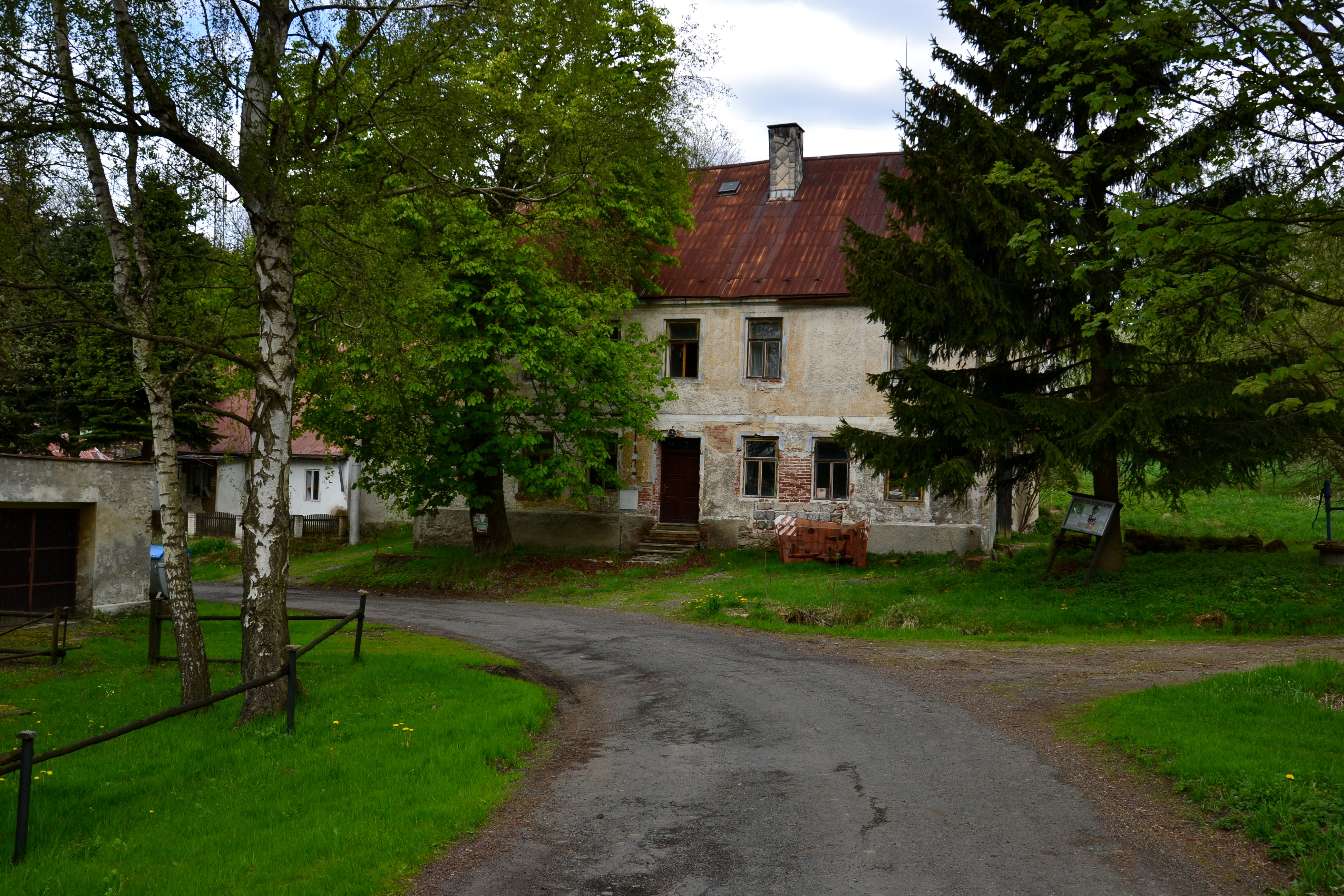
Dům na návsi

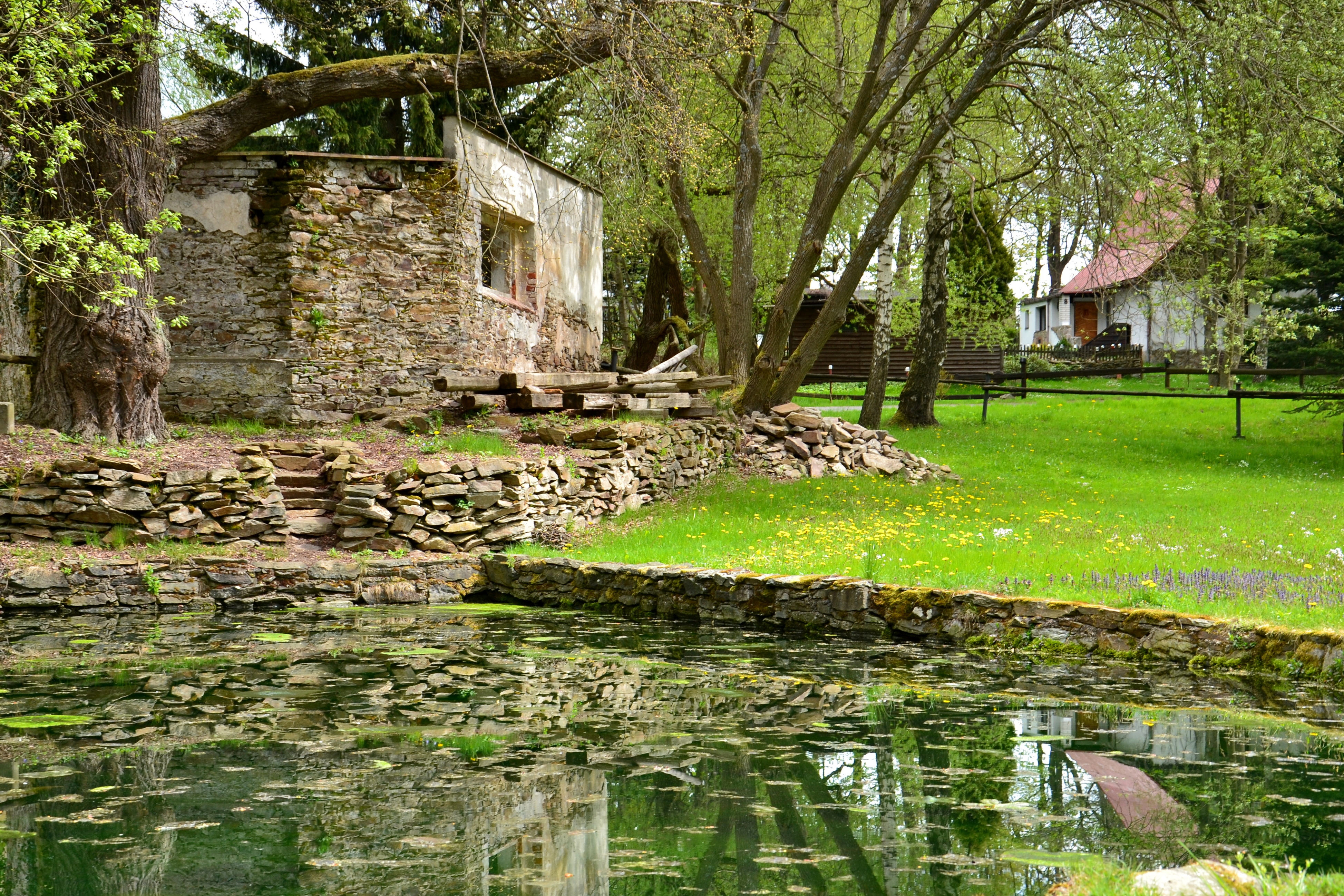
Vodní nádrž a bývalá kaple

První písemná zmínka o Třebíšce pochází z roku 1431 a nachází se ve smlouvě, kterou si Aleš a Vilém ze Šumburka rozdělili rodový majetek. Třebíšku získal Aleš a spravoval ji jako část svého perštejnského panství prostřednictvím přísečnického statku. Třebíšku roku 1446 koupili Lobkovicové a připojili ji k hasištejnskému panství, resp. k hasištejnské části přísečnického statku.
Po Mikuláši III. Hasištejnském z Lobkovic Třebíšku roku 1518 zdědil syn Václav z Lobkovic, který ji o rok později prodal svému bratru Vilémovi. Od něj ji roku 1533 koupili Šlikové. Statek Přísečnice se roku 1545 stal královským majetkem, ale v polovině šestnáctého Třebíšku s dalšími vesnicemi koupil Bohuslav Felix Hasištejnský z Lobkovic, a vytvořil z nich tzv. suniperský podíl. Ten poté Lobkovicům patřil až do roku 1594, kdy císař Rudolf II. za velezradu zkonfiskoval veškerý majetek Jiřího Popela z Lobkovic. Suniperský podíl patřil k Hasištejnu až do roku 1606, kdy se vrátil zpět k přísečnickému panství. Dva roky předtím byla vesnice se třinácti poddanými oceněna na 459 kop a sedmnáct grošů.
Během třicetileté války vesnice strádala častými průchody armád. Podle berní ruly z roku 1654 v ní žilo třináct chalupníků, kteří vlastnili 23 potahů a chovali 29 krav, 25 jalovic, tři ovce, šest prasat a 32 koz. Na polích se pěstoval oves, ale hlavním zdrojem obživy býval chov dobytka, práce v lese a prodej dřeva v Kadani. Tereziánský katastr z roku 1748 ve vsi uvádí pět formanů, dva voziče pytlů, tkalce, punčocháře, krejčího a nádeníka, ale hlavním zdrojem obživy bývalo stále zemědělství. Sedmiletou válku lidé v Třebíšce pocítili v roce 1762, kdy vesnici přepadl oddíl pruských vojáků a vymohli si vyplacení výpalného ve výši 27 dukátů.
Kostel v Třebíšce nikdy nestál. Vesnice bývala částí farnosti Výsluní, ale lidé chodili do kostela svatého Petra a Pavla ve Volyni. Malá kaple na návsi byla ve druhé polovině dvacátého století přestavěna na garáž. Před rokem 1879 do Volyně docházely také děti do školy a poté začaly chodit do Výsluní.
Po druhé světové válce ubývalo obyvatel, až se vesnice zcela vylidnila a změnila se na rekreační osadu. Noví trvalí obyvatelé se do ní vrátili až v polovině devadesátých let dvacátého století.

## Přírodní poměry
Třebíška stojí ve stejnojmenném katastrálním území s rozlohou 2,68 km², jeden kilometr jihozápadně od Výsluní a třináct kilometrů západně od Chomutova v nadmořské výšce okolo 725 metrů. Oblast se nachází v Krušných horách, konkrétně v jejich okrsku Přísečnická hornatina tvořeném starohorními a prvohorními svory, pararulami a ortorulami krušnohorského krystalinika. Nejvyšším bodem je Šibeniční vrch (811 metrů) severozápadně od vesnice, zatímco nejnižší bod se nachází v jižním cípu katastrálního území v údolí Třebíškého potoka. Největší vodní plochou je Rybníček poblíž fotbalového hřiště severozápadně od Výsluní.
Z půdních typů převažuje podzol kambický, ale v jižní části území se vyskytuje kambizem dystrická a na severu jsou oblasti pokryté rašelinou a gleji. Vodu od vesnice odvádí Třebíšský potok, který se vlévá do Prunéřovského potoka. Krajina východně od silnice z Výsluní do Volyně je součástí přírodního parku Údolí Prunéřovského potoka a do severní části území zasahuje přírodní památka Na loučkách II.
V Quittově klasifikaci podnebí se Třebíška nachází v chladné oblasti CH7, pro kterou jsou typické průměrné teploty −3 až −4 °C v lednu a 15–16 °C v červenci. Roční úhrn srážek dosahuje 850–1000 milimetrů, sníh zde leží 100–120 dní v roce. Mrazových dnů bývá 140–160, zatímco letních dnů jen 10–30.

## Obyvatelstvo
Při sčítání lidu v roce 1921 zde žilo 88 obyvatel (z toho 39 mužů) německé národnosti a římskokatolického vyznání. Podle sčítání lidu z roku 1930 měla vesnice 97 obyvatel: 94 Němců a tři cizince. Kromě tří evangelíků se hlásili k římskokatolické církvi.
|                                                                                       | 1869 | 1880 | 1890 | 1900 | 1910 | 1921 | 1930 | 1950 | 1961 | 1970 | 1980 | 1991 | 2001 | 2011 | 2021 |
| ------------------------------------------------------------------------------------- | ---- | ---- | ---- | ---- | ---- | ---- | ---- | ---- | ---- | ---- | ---- | ---- | ---- | ---- | ---- |
| Obyvatelé                                                                             | 111  | 109  | 100  | 87   | 84   | 88   | 97   | 29   | 20   | 7    | .    | .    | 4    | 5    | 10   |
| Domy                                                                                  | 22   | 20   | 22   | 22   | 20   | 18   | 20   | 19   | .    | 1    | .    | .    | 2    | 6    | 6    |
| Počet domů z roku 1961 a údaje z let 1980 a 1990 je zahrnut v přehledu města Výsluní. |      |      |      |      |      |      |      |      |      |      |      |      |      |      |      |

## Obecní správa
Po zrušení patrimoniální správy se Třebíška roku 1850 stala obcí, kterou zůstala až do roku 1950. Během té doby se nacházela v okrese Kadaň nebo Přísečnice. Od roku 1950 bývala osadou Výsluní a 1. ledna 1973 úředně zanikla. Jako část obce Výsluní byla obnovena 1. ledna 1999.

## Pamětihodnosti
Památkově chráněný dům če. 17 pochází z první poloviny devatenáctého století. Má zděné přízemí, hrázděné patro a sedlovou střechu. Přízemní okna jsou segmentově zaklenutá a v prvním patře se nachází pavlač se zdobně vyřezávanými kuželkami.